# Bagre protocaribbeanus
Bagre protocaribbeanus es una especie extinta de bagre que vivió durante el Mioceno temprano en Suramérica, fue encontrado en la península de Paraguaná específicamente en Formación Cantaure de Venezuela. El registro fósil de este tipo de organismos es, en parte, reflejo de los marcados acontecimientos macroevolutivos que se dieron en el Neógeno consecuencia de cambios paleoambientales en el Caribe, posiblemente debido al cierre de la vía marítima entre el Atlántico y el Pacífico.

## Descripción
El otolito tiene forma de almeja con un contorno circular, y la proyección anteromesial es aguda. El umbo se encuentra en la parte anterior de la superficie dorsal irregular y fuertemente convexa. La superficie ventral es ligeramente convexa.

## Etimología
El nombre de la especie se refiere a la bio-provincia del Proto-Caribe Mioceno.